# Assimilation de l'azote
L'assimilation de l'azote consiste en la transformation de composés azotés minéraux, présents dans le milieu environnant, en composés azotés organiques, tels que les acides aminés. Les organismes autotrophes, tels que les plantes, les champignons et certaines bactéries n'ont pas la capacité de fixer l'azote gazeux (N2) présent dans l'air en grande quantité, mais peuvent assimiler l'azote minéral, sous forme d'ions nitrate ou ammoniaque, pour satisfaire leurs besoins en azote. D'autres organismes, hétérotrophes, tels que les animaux, dépendent entièrement de l'azote organique qu'ils trouvent dans leur alimentation.

## Assimilation de l'azote moléculaire (N2)

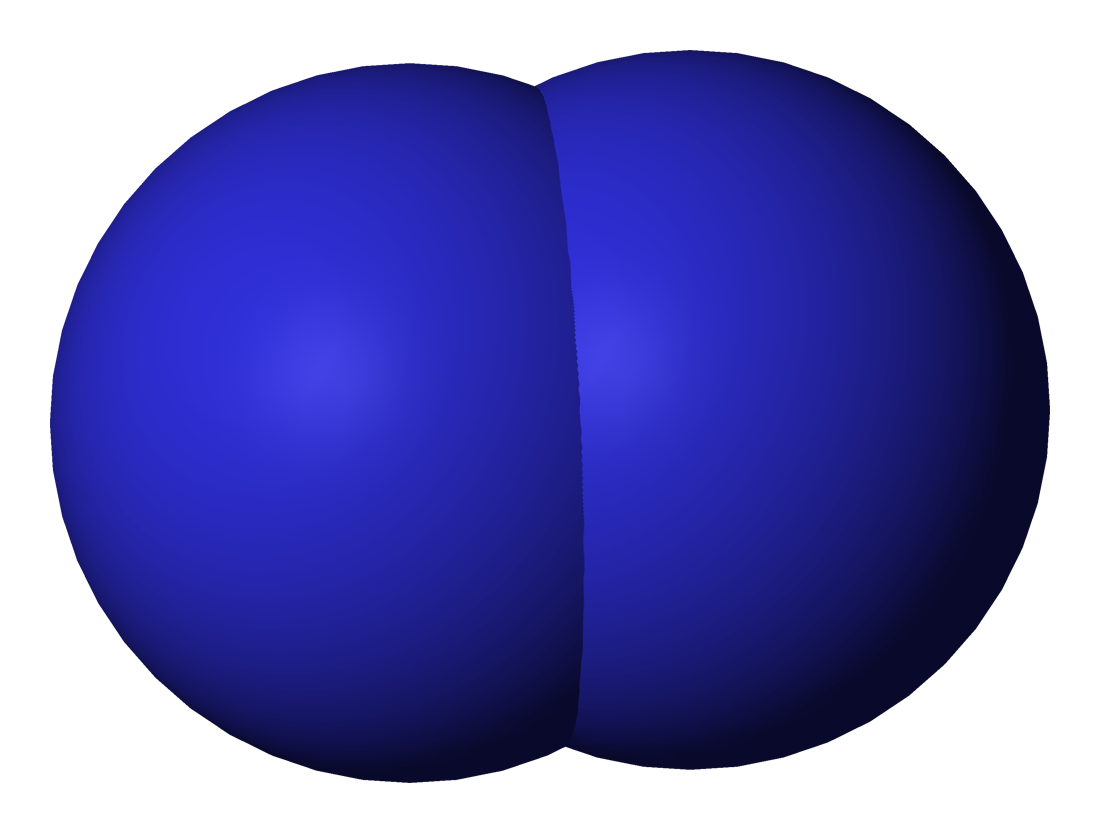
Structure moléculaire du diazote

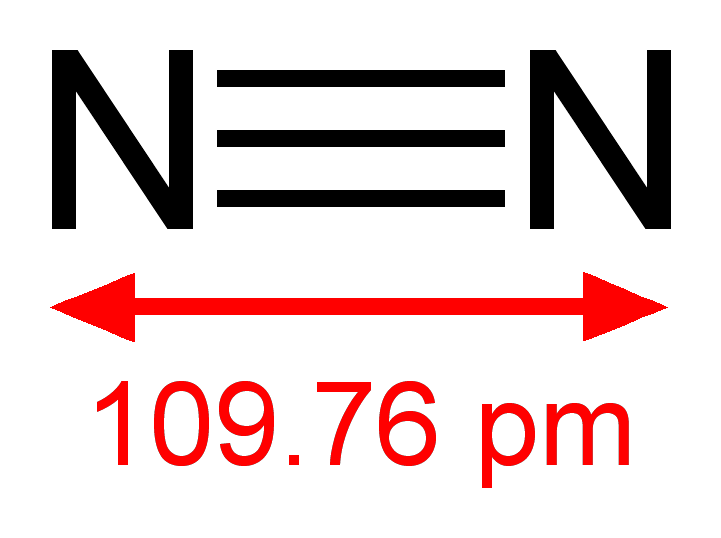
Dimensions du diazote

Le diazote est majoritairement stocké dans l'atmosphère (99 %) et seulement moins de 1 % dans le sol. Dans l’atmosphère, le diazote est inerte et ne peut être absorbé directement par la majorité des organismes vivants. Il est assimilé par fixation biologique. C'est le processus de fixation de l'azote atmosphérique, qui se produit seulement chez les végétaux comme les plantes de la famille des légumineuses. Celles-ci vivent en symbiose avec les bactéries fixatrices de N2 et absorbent l’azote moléculaire directement de l’air contenu dans le sol. Les bactéries symbiotiques fixatrices de N2 sont les organismes qui appartiennent au groupe des procaryotes. La plus importante symbiose  pour l’assimilation de l’azote atmosphérique est la symbiose rhizobium-légumineuse.
Ce processus a pour origine la réduction de l'azote gazeuse en ammonium et est réalisée par les micro-organismes spécifiques (bactéries fixatrices de N2 comme les rhizobiums), dont le mode de fonctionnement se fait par symbiose avec un hôte susceptible de leur apporter l'énergie nécessaire à la transformation.
Le diazote est réduit par ces bactéries à la température de 25 °C, selon la réaction suivante :
N2 + 3H2 → 2NH3       G°'= −33,5 kJ/mol

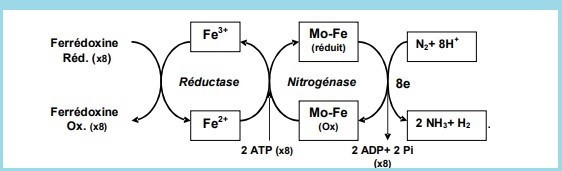
Fixation biologique de l'azote par les catalyseurs protéiniques nitrogénase/hydrogénase

La réduction de l'azote gazeux en ammonium se fait par l'intervention d'adénosine triphosphate (ATP, qui fournit l’énergie d’activation pour la réaction de fixation de N2), et d'un réducteur puissant. La source réductrice est une ferrédoxine chez la plupart des micro-organismes fixateurs d'azote. La réaction se fait par l'intermédiaire de deux catalyseurs protéiniques : une réductase, aussi appelé nitrogénase 1,  qui fournit les électrons et une nitrogénase 2 qui les utilise pour réduire l’azote atmosphérique.
La réaction globale est la suivante :
N2 + 8 e− + 8H+ + 16 ATP → 2 NH3 + H2 + 16 ADP + 16 Pi

## Assimilation de l'azote minéral
L'azote minéral peut être assimilé par les organismes autotrophes soit sous forme d'ion ammonium d'une part, soit sous forme d'ion nitrate (NO3−) et de nitrite (NO2−) d'autre part. Ces deux dernières formes d'azote inorganiques sont converties en ammonium avant leur incorporation par les organismes.

### Assimilation des nitrates et des nitrites
Cette assimilation est un processus spécifique aux végétaux. La réduction des nitrates nécessite de l'énergie qui provient essentiellement de la photosynthèse. La diminution du nombre d'oxydation lors de la transformation du nitrate (degré d'oxydation V) en ammonium (degré d'oxydation III) se fait par deux réactions successives catalysées par deux enzymes :
1. la nitrate-réductase (NR), qui intervient dans la réduction des nitrates (réduits en nitrites). Cette enzyme est sensible à la lumière et aux hormones (cytokinines). La NR est située hors du chloroplaste. C'est le complexe enzymatique utilisant la nicotinamide adénine dinucléotide (NADH,H+) ou nicotinamide adénine dinucléotide phosphate (NADPH,H+) comme donneur d'électrons et la flavine adénine dinucléotide (FAD) qui est le cofacteur de ce système. La réaction qui décrit la réduction des nitrates est[5] :

NO3− + NAD(P)H,H+  → NO2− + NAD(P)+ + H2O
1. la nitrite-réductase est située à l'intérieur du chloroplaste, elle catalyse la réduction du nitrite en ammonium. Le donneur d'électron est la ferrédoxine sous forme réduite, ou le NADPH,H+. La réaction globale est :

NO2− + 7/2 NAD(P)H,H+ + H  → NH4 + 7/2 NAD(P)+ + 2 H2O
Le nitrate atteint rapidement les racines et est très facilement assimilé par les plantes, par de la réduction assimilative.

### Assimilation des ions ammonium (NH4+)

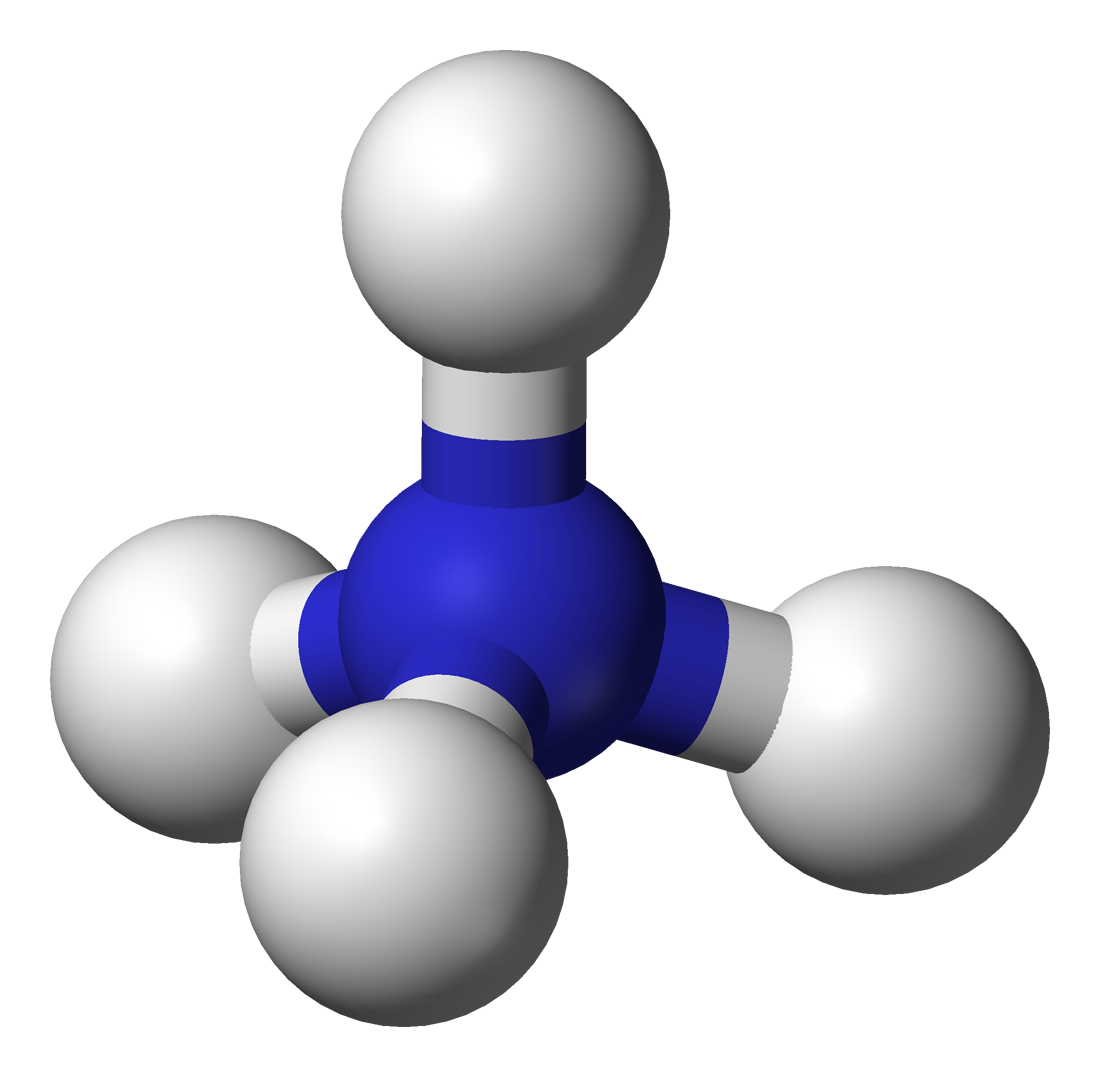
Structure moléculaire de l'ammonium

L’ammonium dérive de la fixation biologique de l’azote atmosphérique, des nitrates (ou de leur réduction) ou de l’absorption directe de l’ion ammonium. Il est toxique pour la majorité des organismes mais est plus favorable dans la culture du maïs, des tomates jaunes, du riz par exemple,. Pour être assimilé, il doit  être transformé en amines ou amides non toxiques. L’assimilation de l’ammonium par les organismes fait intervenir successivement trois enzymes :
1. la glutamate déshydrogénase, enzyme allostérique qui permet l’assimilation de l’ammoniac dans l’organisme et pour le catabolisme des acides aminés[5]. Cette enzyme est présente dans tous les organismes : dans les mitochondries (pour les animaux) et dans les chloroplastes (pour les plantes). Chez les animaux, le glutamate déshydrogénase est très actif dans le foie et les reins ;
2. la glutamine synthétase, qui permet l’assimilation de l’ammoniac en présence d’énergie sous forme de  liaison phosphate riche en énergie de l’ATP. La glutamine transporte un groupement amine à partir du foie via le plasma sanguin vers les autres tissus ;
3. la glutamate synthétase, qui s’associe à la glutamine synthétase est un précurseur essentiel pour la synthèse de purine et de pyrimidine, un modulateur du renouvellement protéique ou un intermédiaire pour la gluconéogenèse et l'équilibre acido-basique[8].

L’assimilation de l’azote se résume à la biosynthèse des protéines enzymatiques, de structures et de réserves.
L’ammonium est très mal assimilé par les plantes à cause de sa charge positive, qui favorise sa fixation sur les minéraux du sol. Pour l’absorber, les racines de plante doivent être très proche de lui. Pour son assimilation par les plantes, la majeure partie de l'ammonium est transformée en nitrate par les micro-organismes telluriques avant son absorption par le système racinaire, ce processus est appelé nitrification. La nitrification a une durée longue d’une ou plusieurs semaines et dépend de la température. Une autre partie de l’ammonium est stockée dans le sol sous forme de matière organique et de biomasse microbienne et sera minéralisée selon les besoins des plantes.

#### Assimilation de l'azote organique (urée)
L'urée est hydrolysée en ammonium et en dioxyde de carbone avant d’être incorporée dans la matière organique. Cette réaction d'hydrolyse est catalysée par l'urée amydolase (UAL) dans les algues vertes alors que l'uréase est présente dans la plupart des autres algues.
Chez les plantes l'azote uréique est assimilé directement par des racines en très petites quantités. Pour être assimilé les enzymes du sol hydrolysent l’azote uréique en ammonium, processus qui peut durer entre une journée et une semaine, en fonction de la température et l’humidité du sol.